# Lucien Botovasoa
Lucien Botovasoa (ur. 1908 w Vohipeno, zm. 14 kwietnia 1947 w Manakarze) – świecki męczennik, tercjarz franciszkański, błogosławiony Kościoła katolickiego.
Urodził się jako pierwsze z dziewięciorga rodzeństwa. W wieku dziesięciu lat rozpoczął studia w szkole państwowej, aby w 1920 dołączyć do Kolegium św. Józefa Ambozontany prowadzonym przez Towarzystwo Jezusowe. W 1928 kończąc studia, uzyskał dyplom z dziedziny kształcenia i podjął pracę jako nauczyciel parafialny w Vohipeno. 
W 1930 ożenił się z Suzann Soazana w kościele parafialnym w Vohipeno. Rok później urodził im się pierwszy z ośmiorga dzieci, syn Wincenty de Paul Hermann. Oprócz pracy nauczyciela we wsi, angażował się również w życie parafii. Jako doskonały nauczyciel, był również znakomitym poliglotą, znającym oprócz języka malgaskiego, również język angielski, niemiecki, francuski, łacinę i chiński. 
17 kwietnia 1947 został aresztowany i bez formalnego procesu skazano go na śmierć. Został ścięty, a przed czym uklęknął i modlił się za swoich oprawców. Po czym jego ciało wrzucono do rzeki.
W 2011 rozpoczął się jego proces beatyfikacyjny. 4 maja 2017 papież Franciszek podpisał dekret o męczeństwie Luciena Botovasoa. Jego uroczyste wyniesie do chwały błogosławionych nastąpiło 15 kwietnia 2018 w Vohipeno (Madagaskar) przez kard. Angelo Amato.